# Heribert Just
Heribert Just war ein österreichischer Tischtennis-Nationalspieler. Er gehörte in den 1940er und 1950er Jahren zu den besten Spielern Österreichs.

## Werdegang
Heribert Just wurde 1951 und 1956 österreichischer Meister im Einzel. Dazu kommen mehrere vordere Platzierungen:
- 1946: Platz 2 im Doppel mit Heinrich Bednar
- 1949: Platz 2 im Einzel, Sieg im Doppel mit Heinrich Bednar
- 1950: Sieg im Doppel mit Otto Eckl
- 1951: Sieg im Doppel mit Otto Eckl
- 1952: Platz 2 im Einzel, Sieg im Doppel mit Otto Eckl
- 1953: Platz 2 im Einzel
- 1954: Platz 2 im Einzel
- 1955: Platz 2 im Doppel mit Otto Eckl
- 1956: Sieg im Doppel mit Otto Eckl, Sieg im Mixed mit Linde Wertl

Zwischen 1947 und 1955 nahm er achtmal an Weltmeisterschaften teil. Dabei gewann er 1947 und 1948 mit der österreichischen Mannschaft Bronze. Seit 1945 (bis 1971) wurde er 44 mal in die Nationalmannschaft berufen, wo er 46 Spiele gewann und 45 Spiele verlor.

## Turnierergebnisse
| Verband | Veranstaltung     | Jahr | Ort       | Land | Einzel        | Doppel        | Mixed        | Team |
| ------- | ----------------- | ---- | --------- | ---- | ------------- | ------------- | ------------ | ---- |
| AUT     | Weltmeisterschaft | 1955 | Utrecht   | NED  | letzte 32     | letzte 128    | letzte 64    | 14   |
| AUT     | Weltmeisterschaft | 1954 | Wembley   | ENG  | letzte 16     | letzte 32     | keine Teiln. | 13   |
| AUT     | Weltmeisterschaft | 1953 | Bukarest  | ROU  | letzte 128    | letzte 16     | keine Teiln. | 11   |
| AUT     | Weltmeisterschaft | 1951 | Wien      | AUT  | letzte 16     | Viertelfinale | letzte 64    | 13   |
| AUT     | Weltmeisterschaft | 1950 | Budapest  | HUN  | letzte 64     | letzte 32     | keine Teiln. | 7    |
| AUT     | Weltmeisterschaft | 1949 | Stockholm | SWE  | letzte 16     | letzte 32     | keine Teiln. | 7    |
| AUT     | Weltmeisterschaft | 1948 | Wembley   | ENG  | Viertelfinale | keine Teiln.  | keine Teiln. | 3    |
| AUT     | Weltmeisterschaft | 1947 | Paris     | FRA  | letzte 128    | letzte 32     | keine Teiln. | 3    |